# Machaerota humboldti
Machaerota humboldti är en insektsart som först beskrevs av Victor Lallemand 1927.  Machaerota humboldti ingår i släktet Machaerota och familjen Machaerotidae. Inga underarter finns listade i Catalogue of Life.